# Aderspitze
Die Aderspitze ist ein 2990 m ü. A. hoher Berg im Muntanitzkamm der Granatspitzgruppe im Norden Osttirols. Der Berg wurde erstmals am 24. August 1875 von Josef Rabl, Gustav Strauß, C. Beer mit Führer Anton Hetz bestiegen, die erste Überschreitung gelang vermutlich Maximilian von Prielmayer mit Führer vor 1894.

## Lage
Die Aderspitze liegt im Nordosten Osttirols und im Nordosten der Gemeinde Matrei in Osttirol bzw. im südlichen Zentrum der Granatspitzgruppe. Nördlich der Aderspitze liegt getrennt durch das Schnaggentörl (2826 m ü. A.) der Knaudl (2936 m ü. A.), im Südwesten trennt die Aderscharte (2828 m ü. A.) die Aderspitze vom Inneren Knappenkopf (2945 m ü. A.). Der Südostgrat der Aderspitze führt zum Kleinen Aderkopf (2733 m ü. A.) und zum Spinnevitrolkopf. Nordwestlich der Aderspitze erstreckt sich bis zum Grauen Törl das Landeggkees, im Süden befindet sich der Schwarzsee. Im Westen der Aderspitze erstreckt sich das Tal des Landeggbachs, im Osten das Kalser Dorfertal. Nächstgelegene Schutzhütte ist das südöstlich gelegene Kalser Tauernhaus im Kalser Dorfertal.

## Aufstiegsmöglichkeiten
Der Normalweg auf die Aderspitze führt vom Tauerntal zunächst entlang des Landeggbachs bis zur Einmündung des Seebachs und danach am Seebach entlang ostwärts bis zum Staubecken Beim See. Vom Seetörl (2300 m ü. A.) erfolgt der weitere Aufstieg weglos nach Osten zum Schnaggentörl. Der Schlussanstieg umgeht zunächst den ersten Turm rechts und erfolgt danach entlang des Nordgrats (UIAA I). Alternativ kann die Aderspitze auch aus der Aderscharte über den Südwestgrat (UIAA I) oder vom Kalser Tauernhaus und den Spinnevitrolkopf über den Südostgrat erfolgen (UIAA II).